# Веблен, Освальд
Освальд Веблен (англ. Oswald Veblen, 24 июня 1880 — 10 августа 1960) — американский математик, геометр и тополог. В 1905 году он доказал теорему Жордана. Также его работы нашли приложения в атомной физике и теории относительности.

## Биография
Веблен родился в городе Декора, ходил в школу в Айова-Сити. Он был племянником известного экономиста Торстейна Веблена. В 1894-м поступил в Айовский университет и получил степень бакалавра в 1898-м, в 1900 году получил степень бакалавра Гарвардского университета. После этого он учился в Чикагском университете, где ему преподавали Больца, Машке и Элиаким Мур. В 1903 году защитил диссертацию, в которой была предложена новая система аксиом евклидовой геометрии. С 1905 по 1932 год преподавал в Принстонском университете. В 1932-м он участвовал в создании математического отдела в Институте перспективных исследований в Принстоне, став его первым профессором. Также он пригласил в институт Александера, Эйнштейна, фон Неймана и Германа Вейля. В 1950 году вышел в отставку в статусе заслуженного профессора (англ. professor emeritus).
Основные работы Веблена относятся к топологии, проективной и дифференциальной геометрии. Совместно с Джоном Юнгом они предложили новую систему аксиом для проективной геометрии и доказали теорему Веблена — Юнга. Он ввёл понятия функций Веблена на ординалах, малых и больших ординалов Веблена. Также известна его книга Analysis Situs по анализу на многообразиях. Совместно с Уайтхедом они разработали строгое определение многообразия. Также Веблен работал над геометрическими основаниями теории относительности.
В 1923—1924 годах Веблен был президентом Американского математического общества; в 1950-м — президентом международного математического конгресса в Кембридже. Также он являлся членом Национальной академии наук США, Американского философского общества и Лондонского математического общества; иностранным членом польской, датской, французской, итальянской и ирландской академий наук.
Американское математическое общество учредило премию в его честь, которая присуждается раз в три года за исследования в области геометрии.

## Книги
- O. Veblen, N. J. Lennes. Introduction to infinitesimal analysis; functions of one real variable — John Wiley & Sons, 1907
- O. Veblen, John Wesley Young. Projective geometry — Ginn and Co., Vol. 1, 1910; Vol. 2, 1918
- O. Veblen. Analysis Situs — American Mathematical Society, 1922; 2nd edn. 1931
- O. Veblen. Invariants of Quadratic Differential Forms — Cambridge University Press, 1927
- O. Veblen, J. H. C. Whitehead. The Foundations of Differential Geometry — Cambridge University Press, 1932
- O. Veblen. Projektive Relativitätstheorie — Springer-Verlag, 1933